# Räßkäse

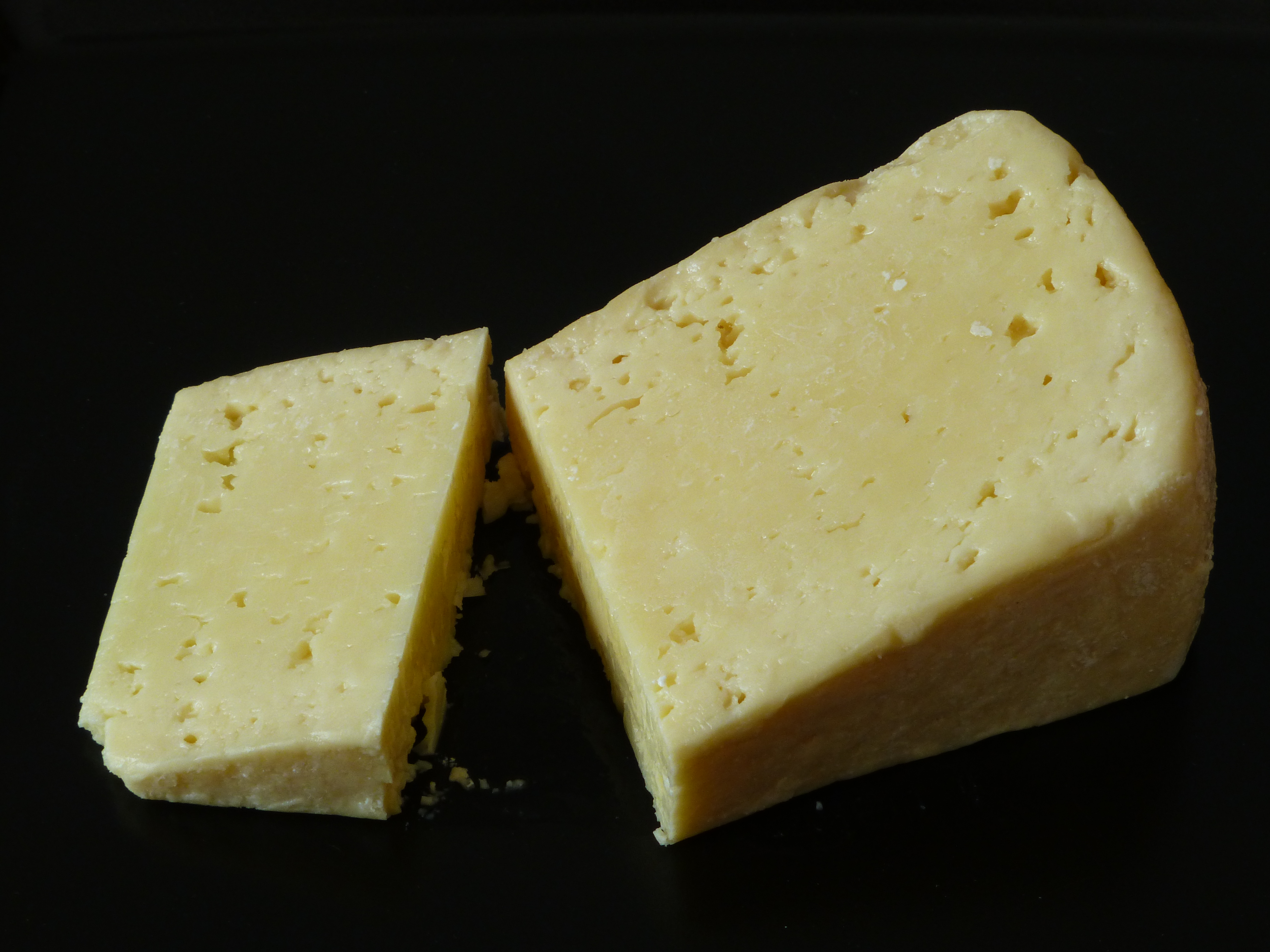
Angeschnittener Räßkäse

Der Räßkäse (von alemannisch räss/räß ‚scharf, würzig‘, örtlich Räßkäs, schweizerisch Rässkäse) ist ein naturgereifter Schnittkäse aus pasteurisierter Kuhmilch.
Räßkäse wird im österreichischen Bundesland Vorarlberg und der benachbarten Ostschweiz (Appenzeller Rässkäse) produziert. Er ist eine Variante des Appenzellers, ist im Unterschied zu diesem aber kein typischer Alpkäse, sondern wird traditionell in den Wintermonaten auf den Hofstellen produziert, wo das Vieh weniger Milch gibt und der Geschmack intensiver wird und sich durch die Heufütterung verändert.
Der Räßkäse nass enthält 35 % Fett i. Tr., die Reifezeit beträgt vier Monate. Er hat eine weißschmierige Rinde und eine Rundlochung, die Konsistenz ist speckig im Käseteig bei nasser Konsistenz. Der Geschmack wird als pikant-würzig beschrieben. Der trockene Räßkäse dagegen hat einen Fettgehalt von 45 % Fett i. Tr., seine Lagerzeit beträgt 5 Monate. Seine Naturrinde ist ebenfalls schnittfest, jedoch trocken.
Der Räßkäse wird aufgrund seiner intensiven Würze in Speisen verwendet. Typische Gerichte mit Räßkäse sind Vorarlberger Käsespätzle oder Käsefladen.